# Tefisi
Tefisi (auch: Ngaakau) ist ein Ort der Inselgruppe Vavaʻu im Norden des pazifischen Königreichs Tonga im Distrikt Hihifo.
Tefisi hat 501 Einwohner (Stand 2021).

## Geographie
Tefisi liegt auf einer Landenge zwischen einer Bucht des Ava Pulepulekai Channel im Süden und Osten und der Vaitukakau Bay im Norden. Er ist mit Leimatuʻa im Nordwesten durch eine Straße verbunden und bietet selbst den Anschluss nach Longomapu im Westen. Im Südosten liegt die Siedlung Vaimalo.

## Klima
Das Klima ist tropisch heiß, wird jedoch von ständig wehenden Winden gemäßigt. Ebenso wie die anderen Orte der Vavaʻu-Gruppe wird Tefisi gelegentlich von Zyklonen heimgesucht.